# Hypothyris anastasina
Hypothyris anastasina är en fjärilsart som beskrevs av Otto Staudinger 1885. Hypothyris anastasina ingår i släktet Hypothyris och familjen praktfjärilar. Inga underarter finns listade i Catalogue of Life.